# Chloroclystis nobbsi
Chloroclystis nobbsi är en fjärilsart som beskrevs av Holloway 1977. Chloroclystis nobbsi ingår i släktet Chloroclystis och familjen mätare. Inga underarter finns listade i Catalogue of Life.